# Lara Nagels
Lara Nagels (Oostende, 3 juni 1997) is een Belgische volleybalspeelster. Ze speelt als spelverdeelster.

## Levensloop
Nagels begon met volleyballen bij Hermes Volley Oostende, alwaar ze in maart 2014 debuteerde in de eerste ploeg. In 2017 maakte ze de overstap naar VC Oudegem. Met deze club won ze in 2021-'22 de Beker van België. Sinds 2022 komt ze uit voor het Griekse AO Markopoulo uit Athene.
Daarnaast maakt ze ook deel uit van de Belgische volleybalploeg.
Haar broer Jelle en zus Silke zijn eveneens actief in het volleybal.